# كيم هو-جون
كيم هو-جون (هانغل: 김호준) هو لاعب كرة قدم كوري جنوبي في مركز حراسة المرمى، ولد في 21 يونيو 1984 في مدينة دونغهاي في كوريا الجنوبية. شارك مع منتخب كوريا الجنوبية تحت 20 سنة لكرة القدم. أما مع النوادي، فقد لعب مع جيجو يونايتد ونادي سول.

## وصلات خارجية
- كيم هو-جون على موقع دوري كوريا الجنوبية (الإنجليزية)
- كيم هو-جون على موقع قاعدة بيانات كرة القدم.إي يو (الإنجليزية)